# Batalion ON „Cieszyn I”

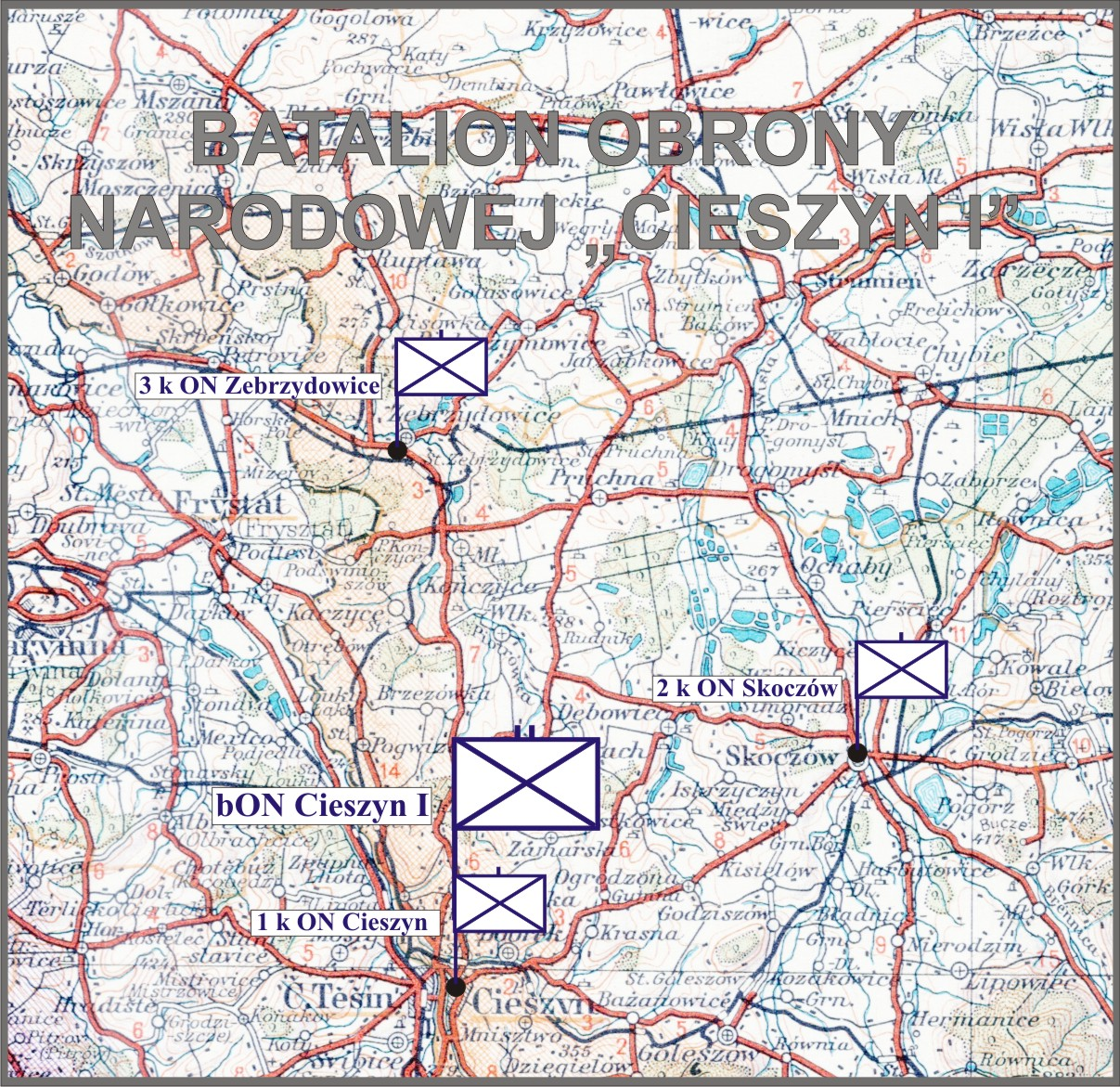
Batalion ON Cieszyn I

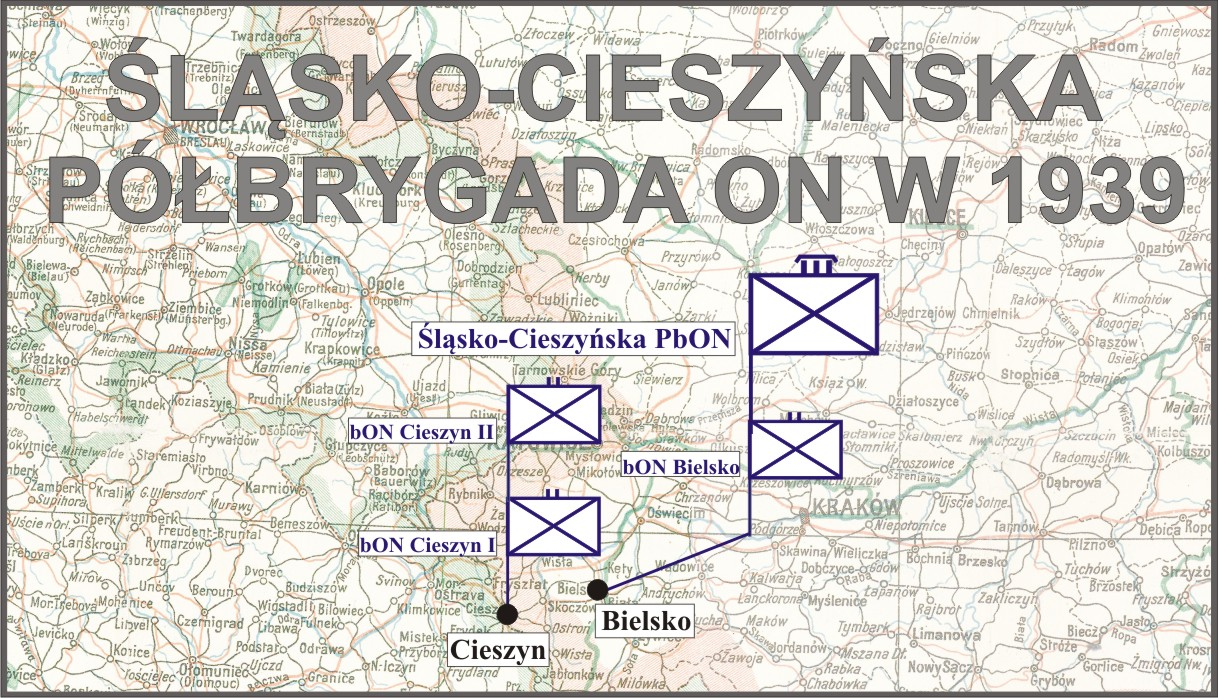
Śląsko-Cieszyńska Półbrygada ON

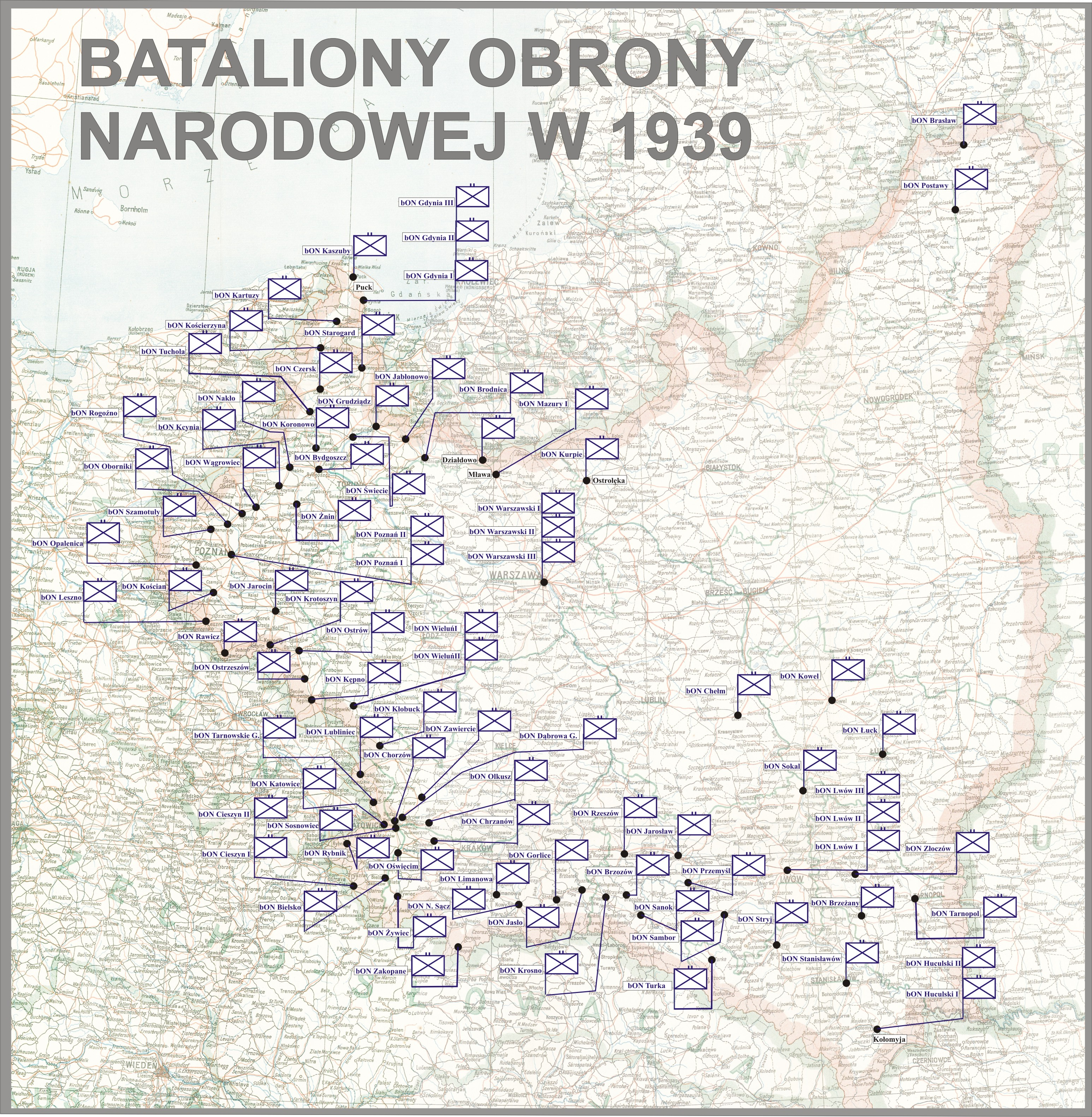
Obrona Narodowa w 1939

I Cieszyński Batalion Obrony Narodowej (batalion ON „Cieszyn I”) batalion piechoty typ spec. nr 54 – pododdział piechoty Wojska Polskiego II RP.

## Formowanie i zmiany organizacyjne
W lipcu 1937 roku, w Cieszynie, rozpoczęto formowanie jednostki Cieszyńskiego batalionu ON. Jednostka została zorganizowana w sile dwóch kompanii i podporządkowana dowódcy Śląsko-Cieszyńskiej Półbrygady ON. We wrześniu 1937 roku pododdział wydzielił ze swego składu jedną kompanię, która została włączona do nowo powstałego Chorzowskiego batalionu ON. Do 15 grudnia 1937 roku batalion odtworzył drugą kompanię i zakończył organizację.
W styczniu 1939 roku, w związku z rozpoczęciem formowania II Cieszyńskiego batalionu ON jednostka otrzymała numer pierwszy. W maju 1939 roku pododdział został przeformowany według etatu batalionu ON typ III.
Zgodnie z planem mobilizacyjnym „W” jednostka stanowiła zawiązek dla baonu piechoty typ specjalny nr 54 mobilizowanego w alarmie, w grupie jednostek oznaczonych kolorem żółtym przez 4 pułk Strzelców Podhalańskich w Cieszynie.
Baon piechoty nr 54 został sformowany w dniach 24–25 sierpnia 1939 roku i włączony w skład 202 pułku piechoty jako II batalion.

## Obsada personalna
Obsada personalna batalionu w marcu 1939 roku:
- dowódca batalionu – mjr Kazimierz Leopold Bełko (*)[b]
- dowódca 1 kompanii ON „Cieszyn” – kpt. Józef Kazanecki(*)[b]
- dowódca 2 kompanii ON „Zebrzydowice” – kpt. Jan IV Szewczyk(*)[b]
- dowódca 3 kompanii ON „Skoczów” – kpt. Ignacy Stachowiak

Obsada we wrześniu 1939 :
- dowódca batalionu – mjr Kazimierz Leopold Bełko
- adiutant – ppor. rez. Rudolf Branny
- dowódca 1 kompania strzelecka (dawniej ON „Cieszyn Wschodni”) – kpt. Wilhelm Lucjan Kahanek
- dowódca I plutonu – ppor. rez. Bolesław Rusnok
- dowódca II plutonu – ppor. rez. Stanisław Korczyk
- dowódca III plutonu – ppor. rez. Stanisław Mitręga
- dowódca 2 kompanii strzelecka (dawniej ON „Zebrzydowice”) – kpt. Jan Szewczyk
- szef kompanii – st. sierż. Wincenty Kęciński
- podoficer gospodarczy – sierż. Józef Tuła
- dowódca I plutonu – ppor. rez. Zbigniew Raszka
- dowódca II plutonu – ppor. rez. Bronisław Kokotek
- dowódca III plutonu – ppor. rez. Józef Kabiesz
- dowódca 3 kompanii strzeleckiej (dawniej ON „Skoczów”) – kpt. Ignacy Stachowiak
- dowódca I plutonu – ppor. rez. Wilhelm Czulak
- dowódca II plutonu – ppor. rez. Wachowski
- dowódca kompanii ckm – por. Władysław Batko
- dowódca I plutonu – ppor. rez. Władysław Stonawski